# クランブルック伯爵
クランブルック伯爵（英語: Earl of Cranbrook）は、連合王国貴族の伯爵位。
政治家ゲイソン・ゲイソン＝ハーディが1892年に叙されたのに始まる。

## 歴史
ヴィクトリア朝の保守党政権で閣僚職を歴任した庶民院議員ゲイソン・ゲイソン＝ハーディ(1814–1906)は、1878年5月4日に連合王国貴族爵位ケント州におけるヘムズテッドのクランブルック子爵（Viscount Cranbrook, of Hemsted in the County of Kent）に叙されて貴族院議員に転じ、さらに1892年8月22日には連合王国貴族爵位クランブルック伯爵（Earl of Cranbrook）とケント州におけるヘムズテッドのメドウェイ男爵（Baron Medway, of Hemsted Park in the County of Kent）に叙された。
その長男である2代伯ジョン・ステュワート・ゲイソン＝ハーディ(1839–1911)も襲爵前に庶民院議員を務めた。
2代伯の死後、その長男のゲイソン・ゲイソン＝ハーディ(1870–1915)が3代伯を継承し、彼の死後はその長男ジョン・デイヴィッド・ゲイソン＝ハーディ(1900–1978)が4代伯を継承した。彼の死後はその長男ゲイソン・ゲイソン＝ハーディ(1933-)が5代伯を継承した。彼が2016年現在の当主である。彼は博士号を所持しており、かつてマラヤ大学で動物学の教鞭をとっていたことがある。
邸宅はサフォークのグレート・グレマムにあるグルマム・ハウス（Glemham House）。

## 現当主の保有爵位
現当主のゲイソン・ゲイソン＝ハーディは以下の爵位を保有している。
- 第5代クランブルック伯爵 (5th Earl of Cranbrook)
(1892年8月22日の勅許状による連合王国貴族爵位)
- ケント州におけるヘムズテッドの第5代クランブルック子爵 (5th Viscount Cranbrook, of Hemsted in the County of Kent)
(1878年5月4日の勅許状による連合王国貴族爵位)
- ケント州におけるヘムズテッド・パークの第5代メドウェイ男爵 (5th Baron Medway, of Hemsted Park in the County of Kent)
(1892年8月22日の勅許状による連合王国貴族爵位) ※法定推定相続人の儀礼称号

## クランブルック伯 (1892年)
- 初代クランブルック伯ゲイソン・ゲイソン＝ハーディ (1814–1906)
- 2代クランブルック伯ジョン・ステュワート・ゲイソン＝ハーディ（英語版） (1839–1911)
- 3代クランブルック伯ゲイソン・ゲイソン＝ハーディ (1870–1915)
- 4代クランブルック伯ジョン・デイヴィッド・ゲイソン＝ハーディ (1900–1978)
- 5代クランブルック伯ゲイソン・ゲイソン＝ハーディ (1933-)
  - 法定推定相続人は現当主の息子メドウェイ卿(儀礼称号)ジョン・ジェイソン・ゲイソン＝ハーディ (1968-)